# Liste des aires protégées en Gaspésie–Îles-de-la-Madeleine
Cette liste comprend les aires protégées et les territoires de conservation de la faune et de la flore situés en Gaspésie–Îles-de-la-Madeleine au Québec.
Au niveau fédéral, les aires protégées comprennent les parcs nationaux, les refuges d'oiseaux migrateurs, les réserves marines de faune, les réserves nationales de faune, les sites canadiens et les zones de protection marine. 
Au niveau provincial, il existe six types d'aires protégées placées sous la responsabilité du ministère du Développement durable, de l'Environnement, de la Faune et des Parcs : cinq en vertu de la Loi de la conservation du patrimoine naturel et un en vertu de la Loi sur les espèces menacées ou vulnérables. Le ministère des Forêts, de la Faune et des Parcs administre quant à lui les parcs nationaux du Québec et les écosystèmes forestiers exceptionnels
Les réserves fauniques et les zones d'exploitation contrôlée (zec) sont des territoires qui sont gérés afin de rendre la chasse et la pêche accessibles tout en ayant pour mission la conservation de la faune. Les réserves fauniques sont gérées par le ministère des Ressources naturelles du Québec tandis que les zec sont gérées par des organismes à but non lucratif.
De plus, les zones importantes pour la conservation des oiseaux sont définis par l'organisation internationale BirdLife International et le Bas-Saint-Laurent en comprend dix dont trois sont également des refuges d'oiseaux migrateurs protégés.

## Aires protégées

### Niveau fédéral

#### Parcs nationaux
- Parc national de Forillon

### Refuges d'oiseaux migrateurs
- Refuge d'oiseaux de l'Île Bonaventure et du Rocher Percé
- Refuge d'oiseaux des Rochers-aux-Oiseaux
- Refuge d'oiseaux de Saint-Omer

### Réserve nationale de faune
- Réserve nationale de faune de la pointe de l'Est

### Niveau provincial

#### Parc national du Québec
- Parc national de l'Île-Bonaventure-et-du-Rocher-Percé
- Parc national de la Gaspésie (en partie au Bas-Saint-Laurent)
- Parc national de Miguasha

#### Réserve aquatique
- Réserve aquatique de l'Estuaire-de-la-Rivière-Bonaventure

#### Réserve de biodivsersité
- Réserve de biodiversité du Karst-de-Saint-Elzéar

#### Réserves écologiques
- Réserve écologique Ernest-Lepage
- Réserve écologique de la Grande-Rivière
- Réserve écologique de l'Île-Brion
- Réserve écologique de Manche-d'Épée
- Réserve écologique de Mont-Saint-Pierre
- Réserve écologique de Ristigouche

#### Réserves naturelles reconnues
Il y a cinq réserves naturelles reconnues dans la région
- Réserve naturelle des Demoiselles
- Réserve naturelle de l'Estuaire-de-la-Petite-Rivière-Cascapédia
- Réserve naturelle de l'Estuaire-de-la Rivière-York
- Réserve naturelle des Îles-de-la-Dartmouth
- Réserve naturelle de la Rivière-Malbaie

#### Habitats floristiques
- Habitat floristique de la Baie-du-Havre-aux-Basques
- Habitat floristique du Barachois-de-Bonaventure
- Habitat floristique du Barachois-de-Fatima
- Habitat floristique du Bassin-aux-Huîtres
- Habitat floristique de la Dune-du-Nord
- Habitat floristique de la Falaise-du-Mont-Saint-Alban
- Habitat floristique du Marais-de-la-Pointe-à-Bourdeau
- Habitat floristique de la Montagne-de-Roche
- Habitat floristique des Platières-de-la-Grande-Rivière
- Habitat floristique de la Serpentine-du-Mont-Albert
- Habitat floristique des Sillons
- Habitat floristique de la Tourbière-de-L’Anse-à-la-Cabane
- Habitat floristique de la Tourbière-de-Mont-Albert
- Habitat floristique de la Tourbière-du-Lac-Maucôque
- Habitat floristique de la Vallée-du-Cor

#### Écosystèmes forestiers exceptionnels
Il y a 24 écosystèmes forestiers exceptionnels en Gaspésie–Îles-de-la-Madeleine:
Forêts anciennes
- Forêt ancienne du Lac-Marsoui
- Forêt ancienne du Ruisseau-Blanchet
- Forêt ancienne de la Rivière-du-Grand-Pabos
- Forêt ancienne de la Petite-Rivière-Cascapédia
- Forêt ancienne de la Rivière-Angers
- Forêt ancienne de la Rivière-Reboul
- Forêt ancienne de la Rivière-Bonaventure-Ouest
- Forêt ancienne de la Rivière-de-Mont-Louis
- Forêt ancienne du Ruisseau-Matte
- Forêt ancienne du Ruisseau-Mourier
- Forêt ancienne Jacques-Cyr

Forêts rares
- Forêt rare de la Petite-Rivière-Cascapédia
- Forêt rare de la Rivière-Patapédia
- Forêt rare du Ruisseau-Watering
- Forêt rare de la Rivière-Meadow
- Forêt rare de la Montagne-du-Bleuet
- Forêt rare du Gros-Ruisseau-de-la-Chute
- Forêt rare Patewagia
- Forêt rare des Hauts-Versants-de-la-Cascapédia

Forêts refuges
- Forêt refuge du Ruisseau-du-Petit-Moulin
- Forêt refuge du Lac-Hunter
- Forêt refuge du Ruisseau-aux-Cailloux
- Forêt refuge du Lac-de-la-Ferme
- Forêt refuge du Lac-de-la-Falaise

#### Refuges fauniques
- Refuge faunique de Pointe-de-l’Est
- Refuge faunique du Barachois-de-Carleton

## Réserves fauniques et zones d'exploitation contrôlée

### Réserves fauniques
- Réserve faunique des Chic-Chocs
- Réserve faunique de Port-Daniel
- Réserve faunique de la Rivière-Cascapédia (en partie au Bas-Saint-Laurent)
- Réserve faunique des Rivières-Matapédia-et-Patapédia (en partie au Bas-Saint-Laurent)
- Réserve faunique de la Rivière-Saint-Jean
- Réserve faunique de la Rivière-Sainte-Anne

### Zones d'exploitation contrôlée
- Zec des Anses
- Zec Baillargeon
- Zec de Cap-Chat
- Zec de la Grande-Rivière
- Zec de la Petite-Rivière-Cascapédia
- Zec de la Rivière-Bonaventure
- Zec de la Rivière-Cap-Chat
- Zec de la Rivière-Dartmouth
- Zec de la Rivière-Madeleine
- Zec de la Rivière-Nouvelle
- Zec de la Rivière-York
- Zec Pabok

## Annexe